# Sekongkang Atas
Sekongkang Atas is een bestuurslaag in het regentschap Sumbawa Barat van de provincie West-Nusa Tenggara, Indonesië. Sekongkang Atas telt 2215 inwoners (volkstelling 2010).